# Sheng Zetian
Sheng Zetian (chiń. 盛澤田; ur. 6 listopada 1972 w Hefei) – chiński zapaśnik w stylu klasycznym. Trzykrotny brązowy medalista olimpijski – z Barcelony 1992, Atlanty 1996 i Sydney 2000. Startował w kategorii 57–58 kg.
Pięciokrotny uczestnik mistrzostw świata, srebrny medalista z 1998. Drugi na igrzyskach azjatyckich w 1994 i trzeci w 1998. Zdobył cztery medale na mistrzostwach Azji, złoty w 1992 roku.